# Грядки
Гря́дки — село в Україні, у Семидубській сільській громаді Дубенського району Рівненської області. Населення становить 406 осіб.

## Історія
У 1906 році село Судобицької волості Дубенського повіту Волинської губернії. Відстань від повітового міста 14 верст, від волості 12. Дворів 94, мешканців 639.
7 (20) листопада 1917 року, відповідно до Третього Універсалу Української Центральної Ради, увійшло до складу Української Народної Республіки.
12 червня 2020 року, відповідно до розпорядження Кабінету Міністрів України № 722-р від «Про визначення адміністративних центрів та затвердження територій територіальних громад Рівненської області», увійшло до складу Семидубської сільської громади.
19 липня 2020 року, в результаті адміністративно-територіальної реформи та ліквідації  Дубенського (1939—2020) району, село увійшло до складу новоутвореного Дубенського району.

## Зальні відомості
На території села є
- 9-тирічна школа,
- клуб,
- магазин,
- бібліотека,
- фельдшерсько-акушерський пункт
- православний храм Московського патріархату

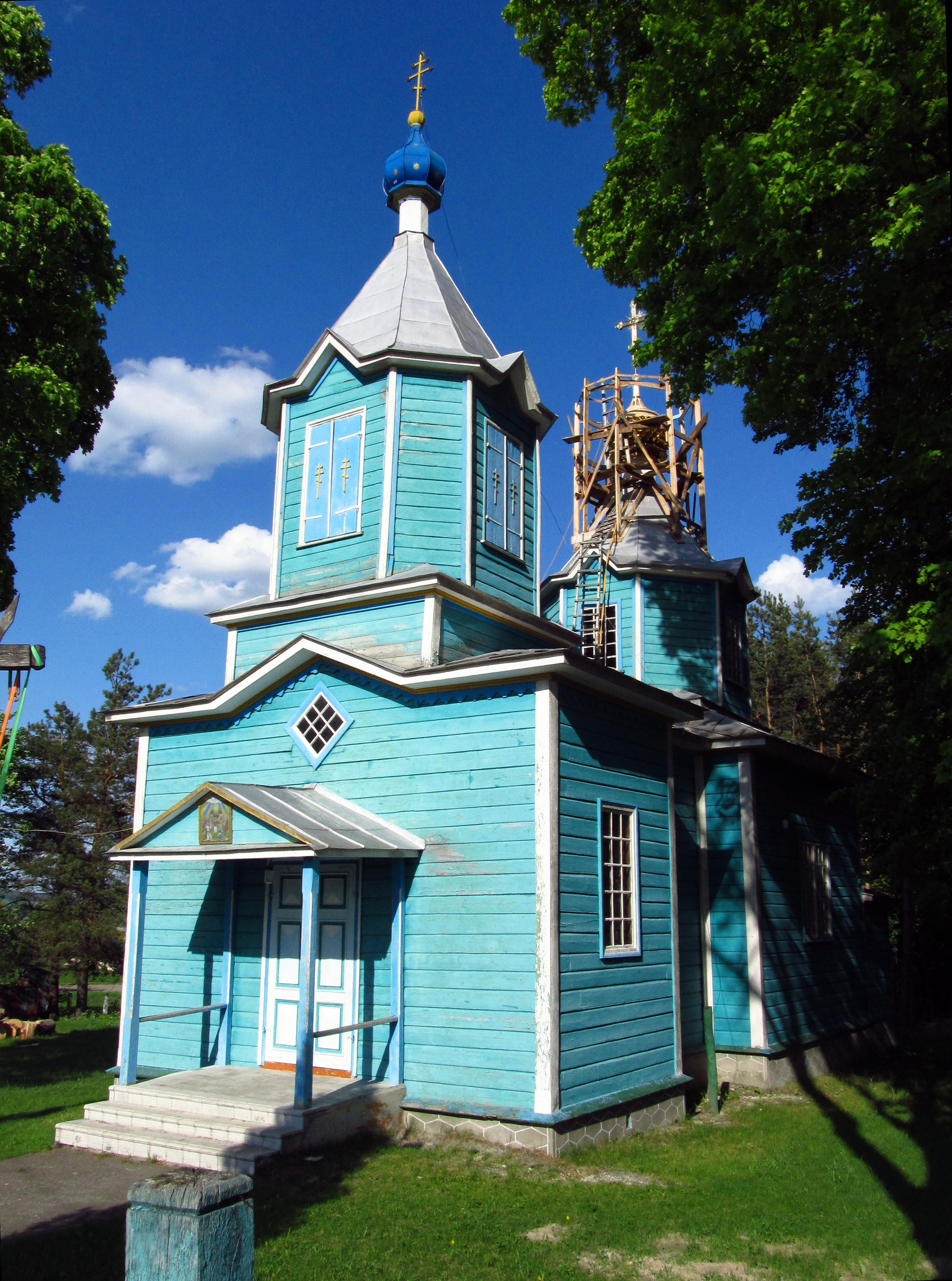
Дерев'яний храм в с. Грядки

## Відомі люди
- Булавський Василь Тихонович — перший обласний провідник ОУН Донеччини у жовтні-листопаді 1941, політичний референт Військового Округу УПА «Богун». Загинув у селі в бою з німецькими військами.